# Rogerio Leichtweis
Rogerio Leichtweis (n. Santa Rita, Alto Paraná, 28 de junio de 1988) es un futbolista paraguayo. Juega como delantero y su equipo actual es el Futebol Clube Cascavel de la Campeonato Brasileño de Serie D.

## Trayectoria
En la temporada 2011 fue goleador del campeonato de la Segunda División de Paraguay, jugando por el Sportivo San Lorenzo.

## Clubes
| Club                   | País     | Año         |
| ---------------------- | -------- | ----------- |
| Olimpia                | Paraguay | 2009        |
| Libertad               | Paraguay | 2010        |
| Tacuary                | Paraguay | 2010        |
| San Lorenzo            | Paraguay | 2011        |
| Cerro Porteño PF       | Paraguay | 2012        |
| Deportes Tolima        | Colombia | 2013        |
| 3 de febrero           | Paraguay | 2014        |
| Deportes Tolima        | Colombia | 2015        |
| Libertad               | Paraguay | 2016        |
| Sportivo Luqueño       | Paraguay | 2016        |
| Guarani                | Brasil   | 2017        |
| General Díaz           | Paraguay | 2017 - 2019 |
| Club Guabirá           | Bolivia  | 2019        |
| San Lorenzo            | Paraguay | 2020        |
| Futebol Clube Cascavel | Brasil   | 2021        |

## Palmarés

### Torneos nacionales
| Título          | Club     | País     | Año  |
| --------------- | -------- | -------- | ---- |
| Torneo Clausura | Libertad | Paraguay | 2010 |
| Torneo Apertura | Libertad | Paraguay | 2014 |
| Torneo Apertura | Libertad | Paraguay | 2016 |